# Toyota DA/FA100
Der Toyota DA/FA100 war ein Lastkraftwagen des japanischen Automobilherstellers Toyota, der 1965 vorgestellt wurde. Er wurde von einem Dieselmotor mit 6 Litern Hubraum angetrieben. Toyota exportierte das Modell in mehrere afrikanische und asiatische Länder und als Toyota 6000 nach Australien.
Später wurde auch ein Dieselmotor mit 8 Litern Hubraum eingebaut und das Fahrzeug als Toyota 8000 exportiert.
Der Toyota DA/FA100 war sehr beliebt, da er sehr zuverlässig war. In Japan endete die Produktion bereits 1976, in Singapur wurde das Modell für viele asiatische Länder und in verschiedenen afrikanischen Ländern bis 1998 weiter produziert. Danach wurde der DA/FA100 in diesen Ländern durch den Toyota Dyna U300 und Modelle von Hino Motors ersetzt.

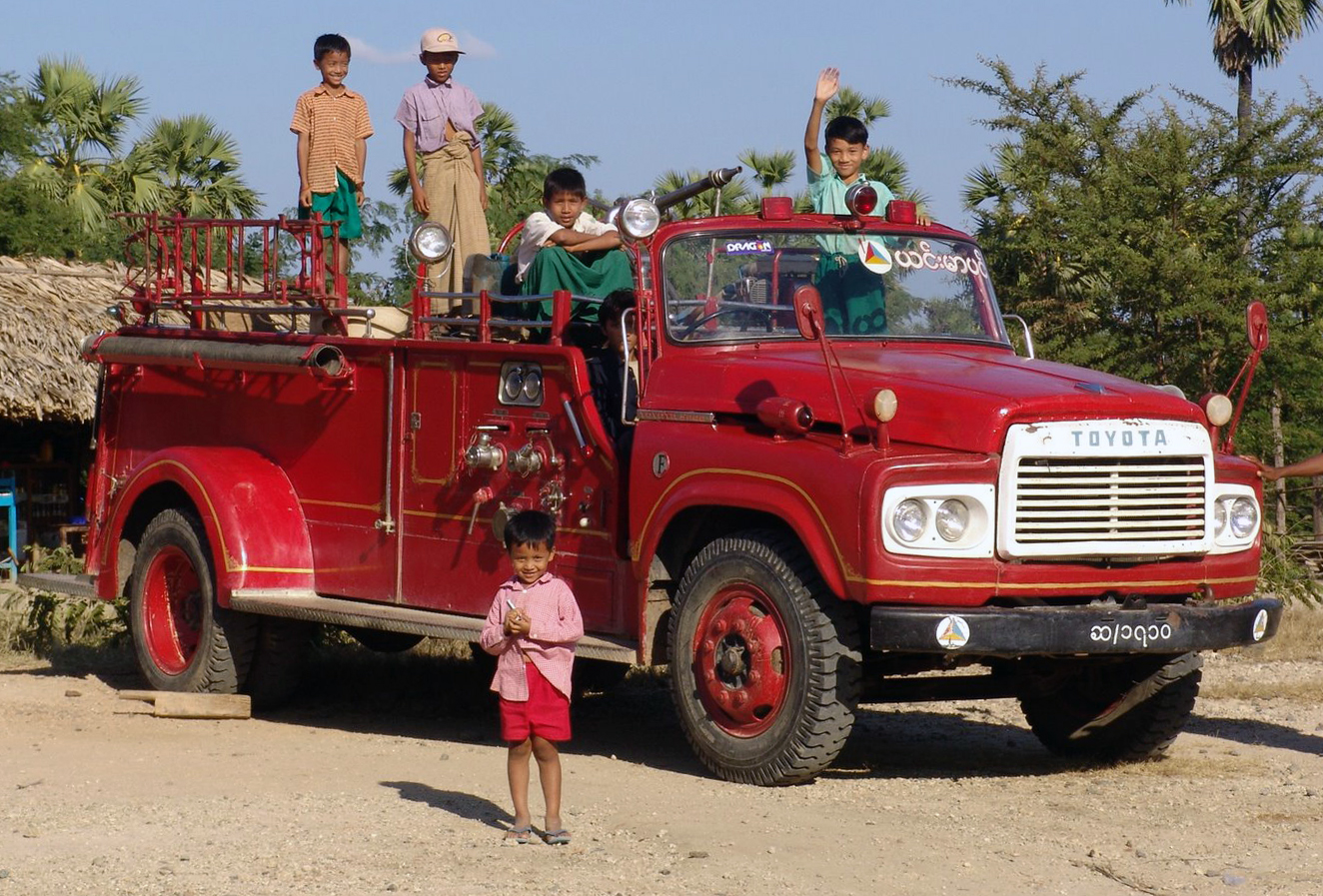
Toyota FA100